# Stavkirke de Vang
La Stavkirke de Vang (polonais : Świątynia Wang ; norvégien : Vang stavkyrkje ;  allemand : Stabkirche Wang) dite aussi Église de montagne de Notre Sauveur (polonais : Kościół Górski Naszego Zbawiciela) est une église en bois debout située à Karpacz dans les Montagnes des Géants en Pologne. Comportant une nef unique construite autour de quatre piliers, cette église a été construite aux alentours de l'an 1200 à Vang, dans la région de Valdres, en Norvège, puis transférée à son emplacement actuel en 1842. C'est la seule église en bois debout de Pologne, où elle constitue une attraction touristique importante. Elle est toujours en usage en tant qu'église paroissiale de l'Église évangélique de la confession d'Augsbourg en Pologne. 

## Historique
Église catholique au Moyen Âge, l'église de Vang est devenue après la Réforme une église paroissiale de l'Église de Norvège, luthérienne. En 1832, les autorités locales ont décidé de la démolir et de la remplacer parce qu'elle était trop petite et que sa structure était devenue dangereuse. Ce projet était connu dès 1826, poussant le peintre Johan Christian Dahl à faire sa première tentative pour sauver ce bâtiment historique, en argumentant auprès du conseil municipal en faveur de la réparation et de l'agrandissement de l'église existante..
Il y eut également une proposition de la déplacer sur un terrain à Heensåsen, dans la même paroisse, et d'en faire une église annexe. Knut Nordsveen, un fermier local, était prêt à faire don du terrain à la communauté, mais son offre fut rejetée. Déçu, il vendit plus tard sa ferme et émigra en Amérique. En 1932, un monument a été érigé à sa mémoire.

### Déplacement

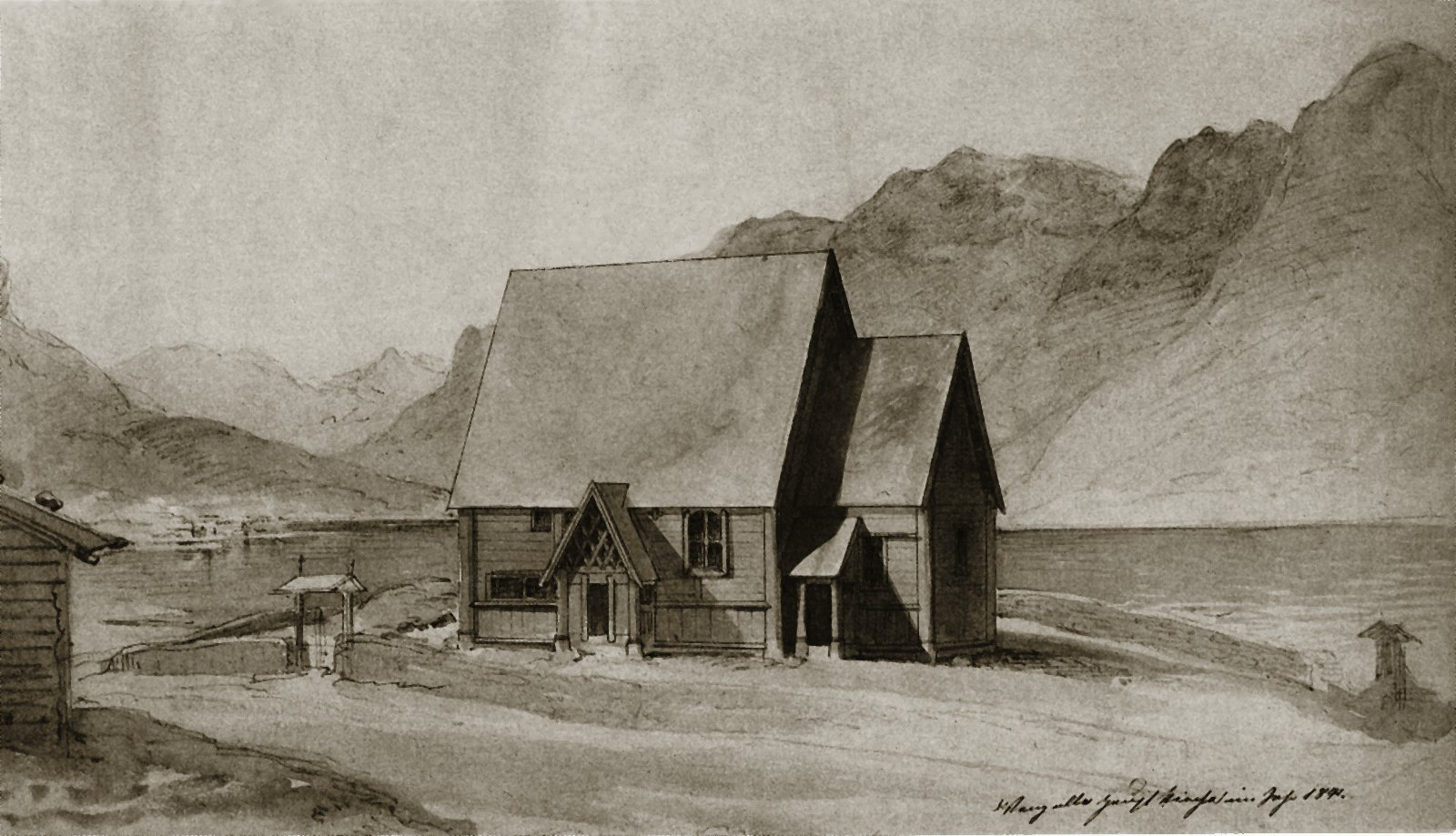
L'église de Vang en 1841, par F.W. Schiertz.

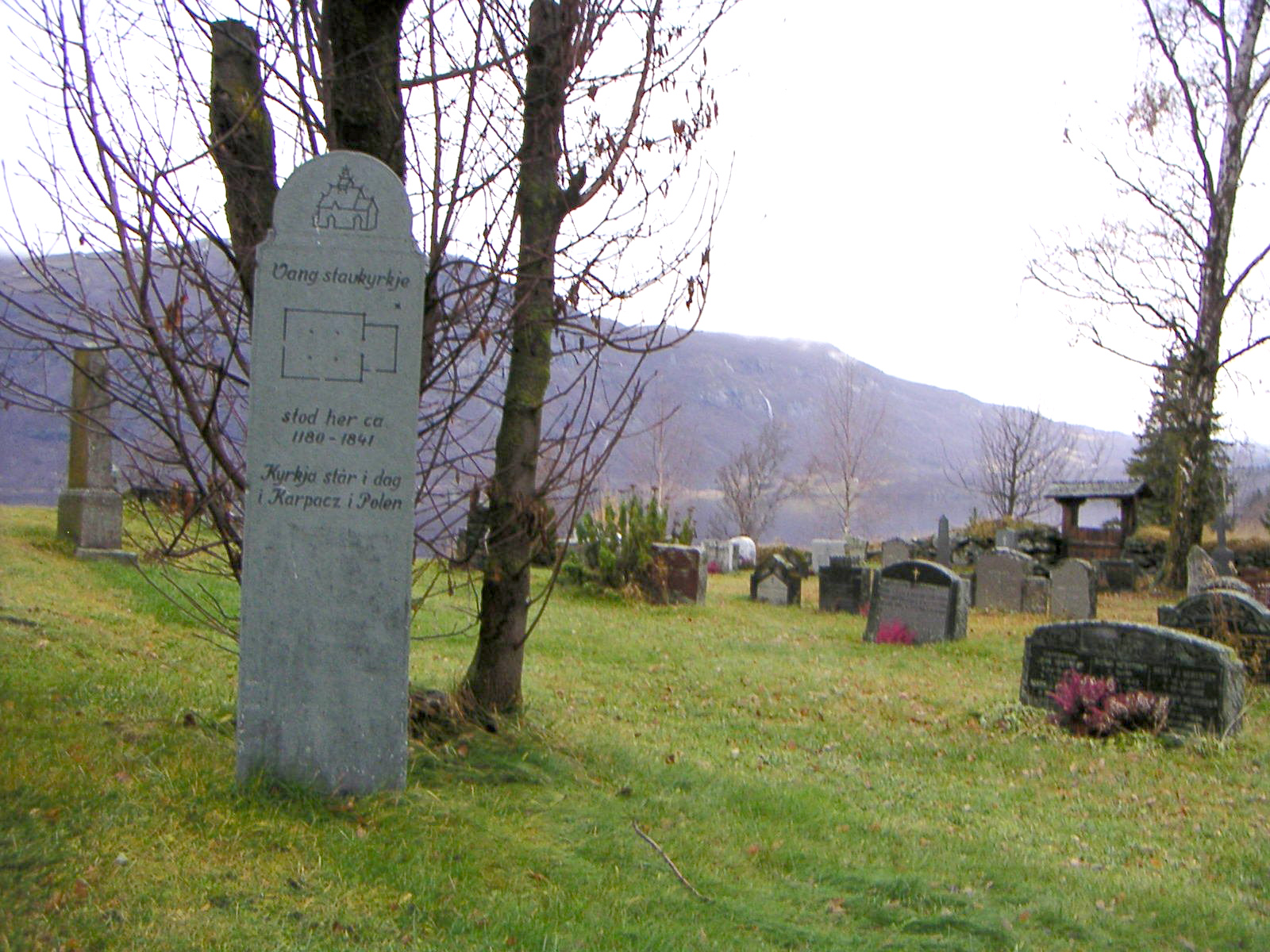
Localisation initiale de l’Église de Vang en Norvège.

Lors d'un voyage en Norvège en 1839, Dahl se rendit à nouveau à Vang. Il trouva l'église toujours debout, à côté d'une nouvelle église plus grande, construite en rondins et pouvant accueillir 230 paroissiens. Sa démolition étant imminente, et Dahl étant plus que jamais convaincu que l'église historique devait être préservée, il propose alors, sans succès, de la faire réédifier en tant que chapelle royale à Christiania, ou en tant qu'église-musée adjacente à la salle médiévale de Haakon à Bergen. Le comte Herman Wedel annonce ensuite sa volonté de la placer dans son parc au manoir de Bogstad, près de Christiania, mais il décède avant que le projet ne puisse être mis en œuvre.
Ne voyant pas d'autre solution que d'acheter l'église lui-même, Dahl demanda au vicaire de Vang de faire une offre en son nom lors de la vente aux enchères pupblique prévue en janvier 1841. Dahl remporte l'enchère au prix de 86 speciedaler, 1 ort et 7 skilling, mais doit s'engager à libérer le site avant la fin de l'année. Accusé d'être un spéculateur, Dahl se défend en déclarant que sa seule intention était de sauver l'église et qu'il n'avait pas l'intention de gagner de l'argent grâce à cette transaction.
La solution est venue du prince héritier, futur roi Frédéric-Guillaume IV de Prusse, que Dahl connaissait personnellement. Après avoir échangé plusieurs lettres, il persuada le prince de prendre en charge l'église de Vang et de couvrir les frais de sa reconstruction à Potsdam.
Le relevé de l'église, le marquage des matériaux, la supervision du démontage et la préparation du transport furent confiés au jeune architecte allemand Franz Wilhelm Schiertz, qui avait aidé Dahl à réaliser les planches de son livre sur les églises en bois debout, et que le prince héritier connaissait probablement aussi. Schiertz a fait un travail de pionnier en matière de documentation et de planification pour cette entreprise sans précédent. Ses dessins et ses inventaires sont aujourd'hui des sources inestimables de connaissances sur l'aspect original de l'église en bois debout. Toutes les pièces ont été marquées et emballées pour le transport au cours de l'été. En septembre, elles ont été livrées au port de Lærdalsøyri, au fond du Sognefjord, où elles ont été chargées à bord du Haabet, à destination de Stettin (Szczecin). Après deux mois de mer, les matériaux ont été transférés sur une barge pour la dernière étape du voyage jusqu'à Berlin, où ils ont été stockés pendant l'hiver dans la cour de l'Altes Museum.
Le projet était de reconstruire l'église sur l'île aux Paons (Pfaueninsel), près de Potsdam. Mais, ce projet ayant été abandonné, la comtesse Friederike von Reden de Bukowiec  suggéra le site actuel, situé dans le village isolé de Karpacz Górny, près de Karpacz, dans les Monts des Géants (Karkonosze), en Silésie. Un monument en mémoire de la comtesse a été érigé à côté de l'église. Le comte Christian Leopold von Schaffgotsch Jelenia Góra|Cieplice[Quoi ?], a fait don du site.
Au printemps 1842, les matériaux furent à nouveau transportés par barge sur l'Oder jusqu'aux contreforts des Monts des Géants, puis par chariot jusqu'au village de montagne de Karpacz Górny. Le nouvel emplacement de l'église se trouve à Brückenberg, à 885 mètres d'altitude, à mi-chemin entre le Krummhübel (ancien nom de Karpacz) et le sommet de la Sniejka.

### Reconstruction

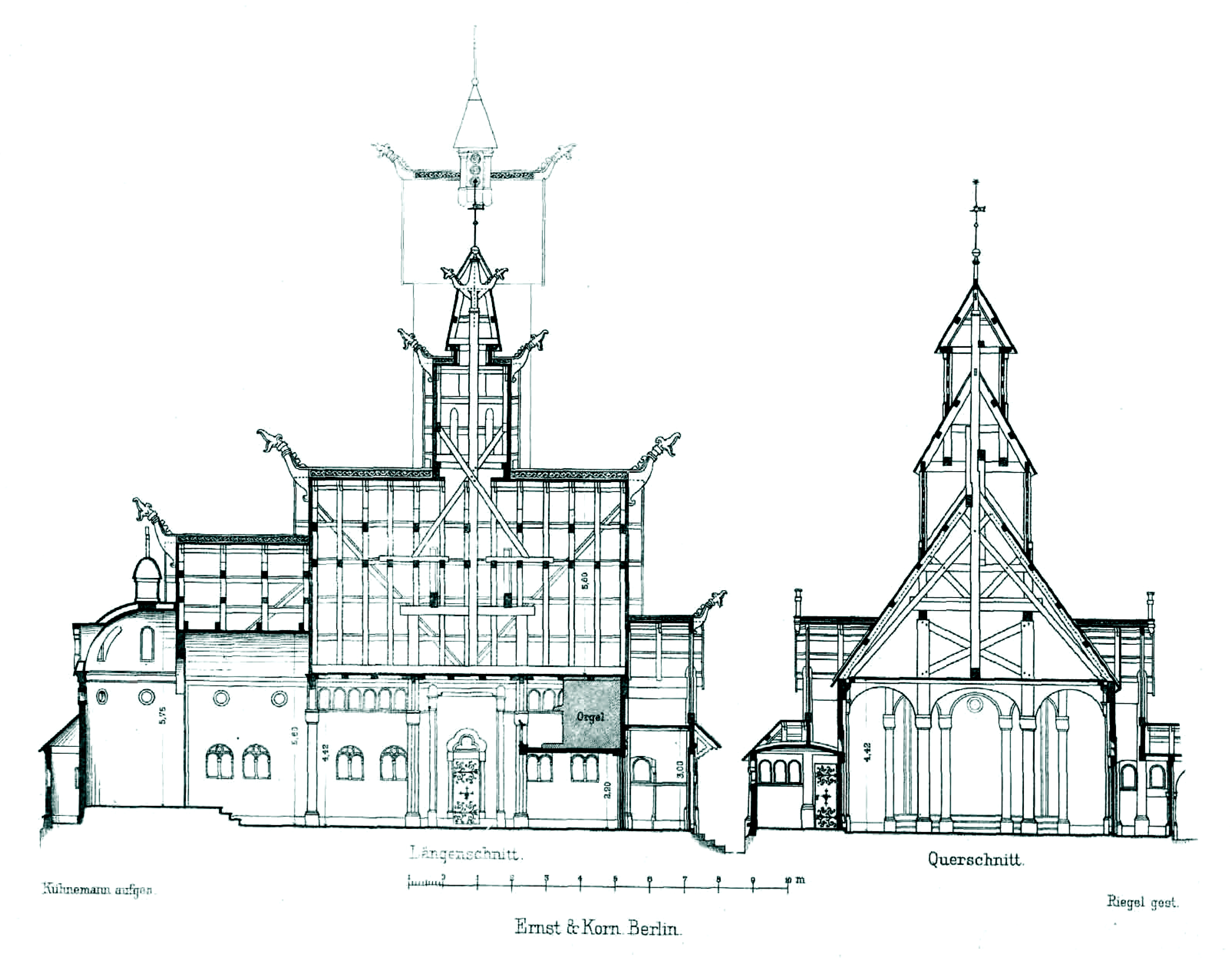
Vue en coupe latérale et longitudinale de l'Eglise de Vang.

La première pierre a été posée le 2 août 1842 en présence du roi Friedrich Wilhelm lui-même. Les charpentiers, qui n'avaient jamais vu cette église avant, ni aucune église en bois debout, eurent la lourde tâche de la reconstruire correctement. Malgré d'excellents dessins, la plupart des matériaux furent mis au rebut. Seule la construction principale, composée des appuis, des poteaux et des plaques murales, a été utilisée, en plus des encadrements de porte sculptés. Toute la galerie extérieure a été construite avec de nouveaux matériaux et toutes les planches des murs ont été remplacées.
L'abside perdue depuis longtemps a été reconstruite, mais avec une étrange toiture baroque. La galerie et la flèche ont été reconstruites, mais plusieurs nouvelles fenêtres y ont été ajoutées. Les scultures des portes ont été tournées vers l'intérieur et non vers l'extérieur. Le plafond décoré au-dessus du chœur n'a pas été restauré, probablement parce qu'il semblait trop catholique dans une église protestante. Toutes les fermes de toit ont été changées.
Les travaux ont duré deux ans et le coût total s'est élevé à plus de 75 000 marks. Le jour de l'anniversaire du roi, le 15 octobre 1843, la flèche portant la date de 1200 fut hissée. Le 27 juillet 1844, le prince Frédéric des Pays-Bas assista, en compagnie d'une foule immense, à la consécration de « Die Bergkirche unseres Erlösers zu Wang » (l'église de montagne de Notre Sauveur de Vang). L'ancien propriétaire J. C. Dahl n'était pas présent, mais il était heureux de savoir que son projet avait été réalisé. Il n'a pas eu à se préoccuper de la conservation de certains éléments décoratifs et s'est réjoui de la reconstruction d'une « image fidèle ».
Aujourd'hui au service d'une communauté luthérienne polonaise, l'église de Vang est devenue une attraction touristique majeure et est probablement l'église en bois debout la plus visitée au monde, avec environ 200 000 visiteurs par an.

## Origine du bâtiment

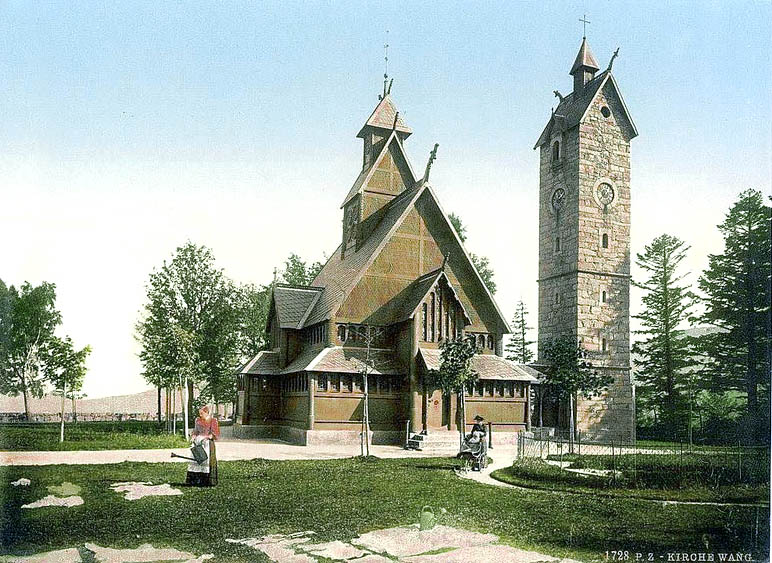
L'église de Vang sur une carte postale de 1900.

The layout with four internal posts or staves is common to several stave churches in the Valdres region. But in the stave churches of Høre and Lomen they are incorporated into a construction with a raised roof above the central part of the nave, whereas the churches of Vang and Øye have ordinary saddle roofs, with no structural connection between the roof and the interior posts.
Selon la tradition, l'église avait déjà été déplacée une fois, ce qui confirme l'opinion de nombreux érudits selon laquelle elle a été considérablement modifiée avant de quitter Vang. L'architecte norvégien Arne Berg a conclu, après un examen approfondi de l'église reconstruite, que les matériaux d'origine restants appartenaient à une église à douves de type Sogn, avec un toit surélevé au-dessus de la partie centrale de la nef. Les preuves de datation sont cependant rares. Il estime qu'elle a été construite vers 1200 - ce qui confirme la date plutôt douteuse inscrite en 1843. Il est possible qu'elle ait été reconstruite dès la période médiévale, mais peut-être pas plus tard qu'en 1600.

## Inscription runique N 83
Il y a une inscription runique répertoriée dans Rundata comme N 83 située sur la porte de l'église, dont l'expert Magnus Olsen a proposé la traduction : « Eindridi l'habile a sculpté (la porte), le fils d'Olav de Lo » (vieux norrois : Eindriði skar, mjáfingr, sonr Ólafs á Ló). Si cette interprétation est correcte, l'inscription identifie l'artiste. Il s'appelait Eindridi, son surnom était « habile » ou « adroit », et son père était Olav de Lo. En 1937, l'inscription a été signalée comme étant très endommagée et difficilement lisible. Les interprétations des inscriptions sont basées sur des copies réalisées avant le déplacement de l'église.

## Galerie de photos

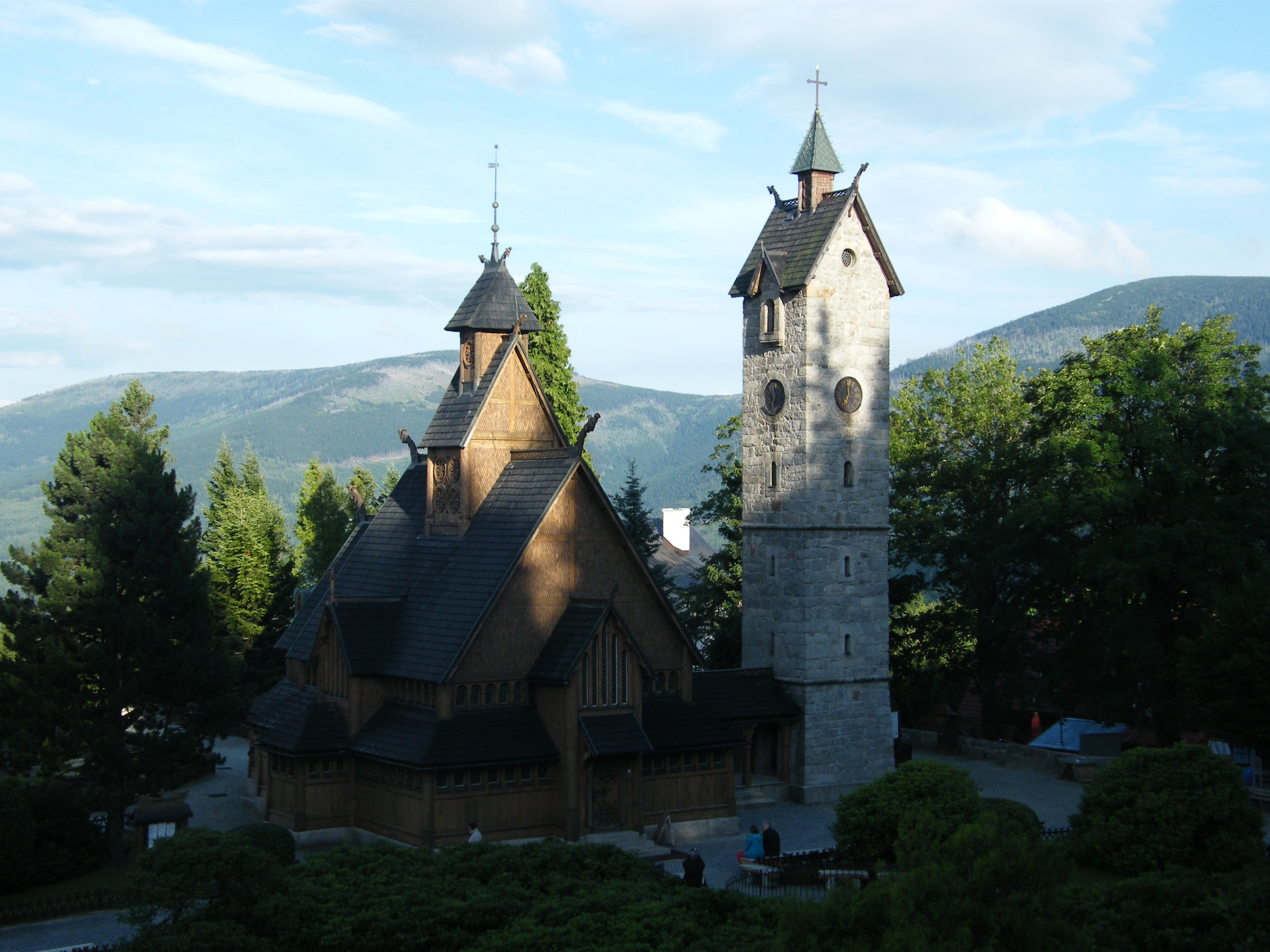
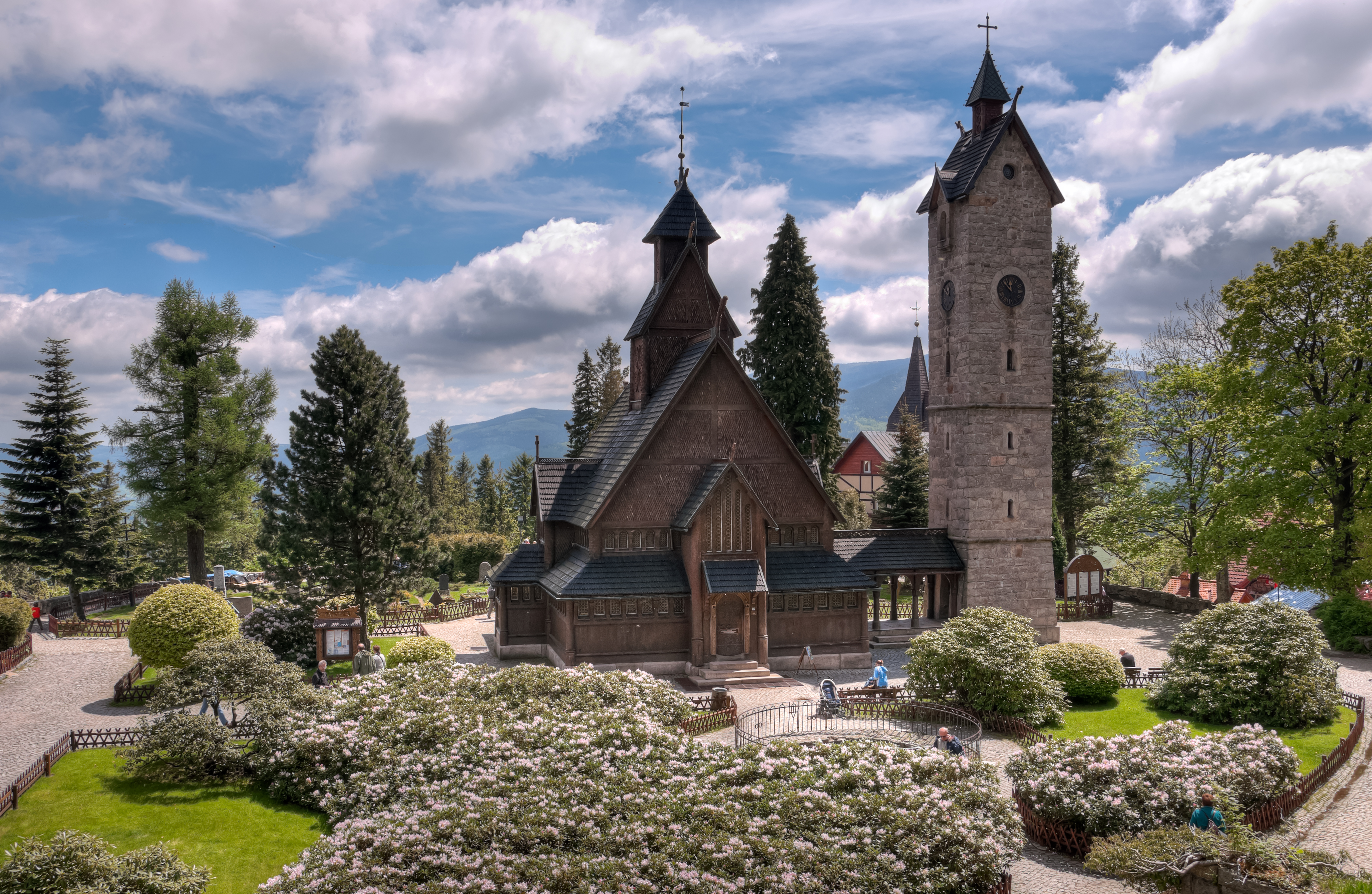
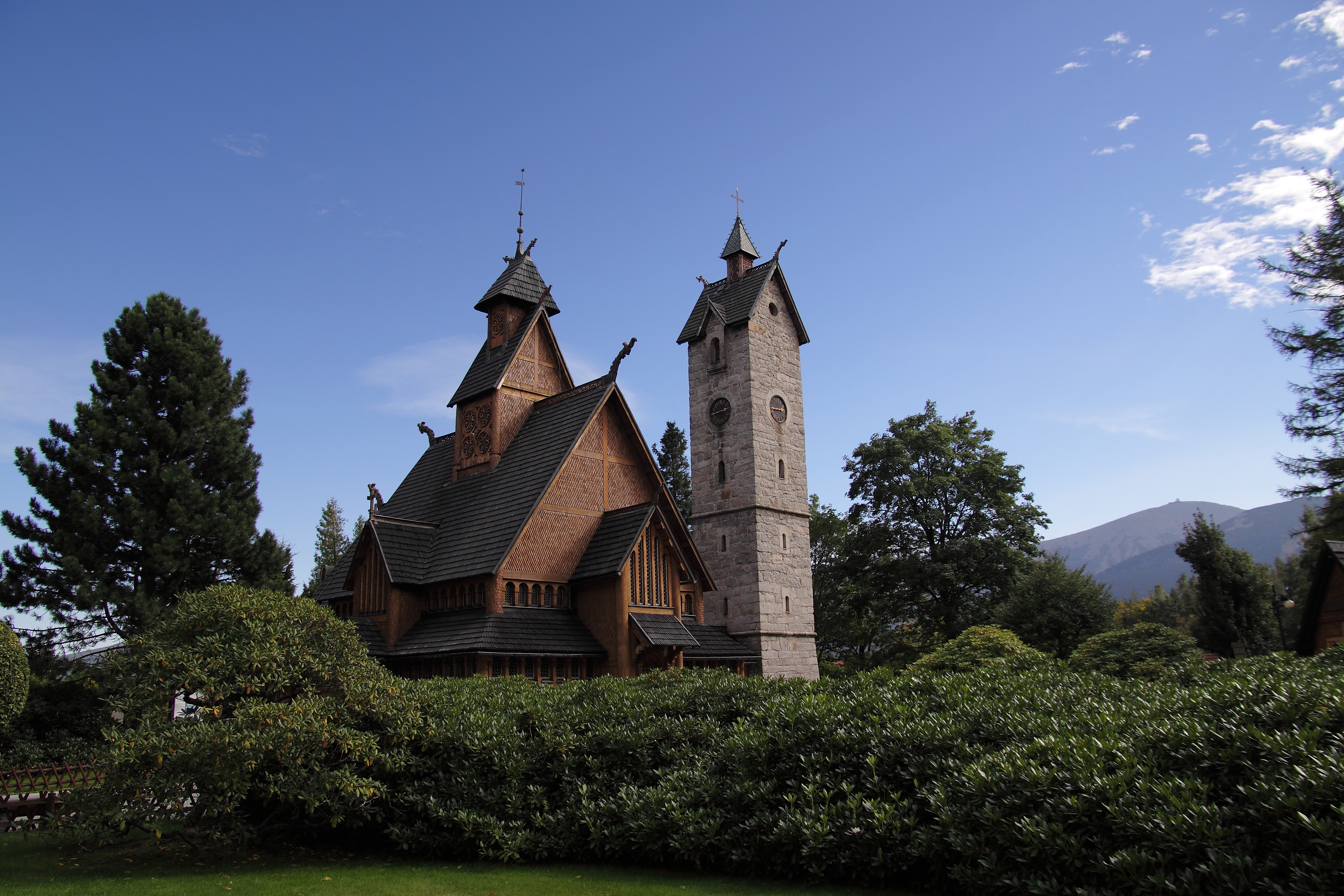

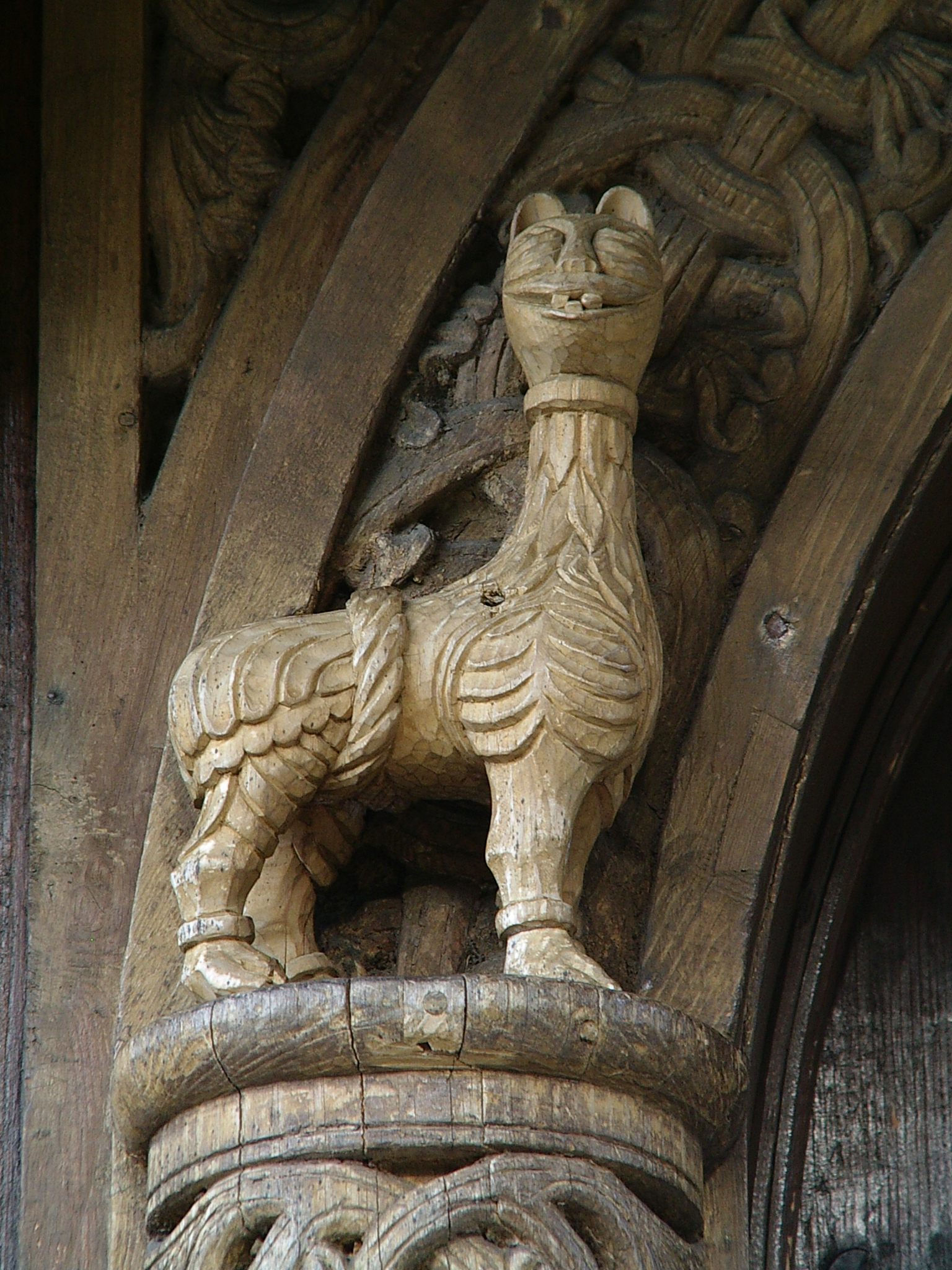
Lion sur les portes extérieures
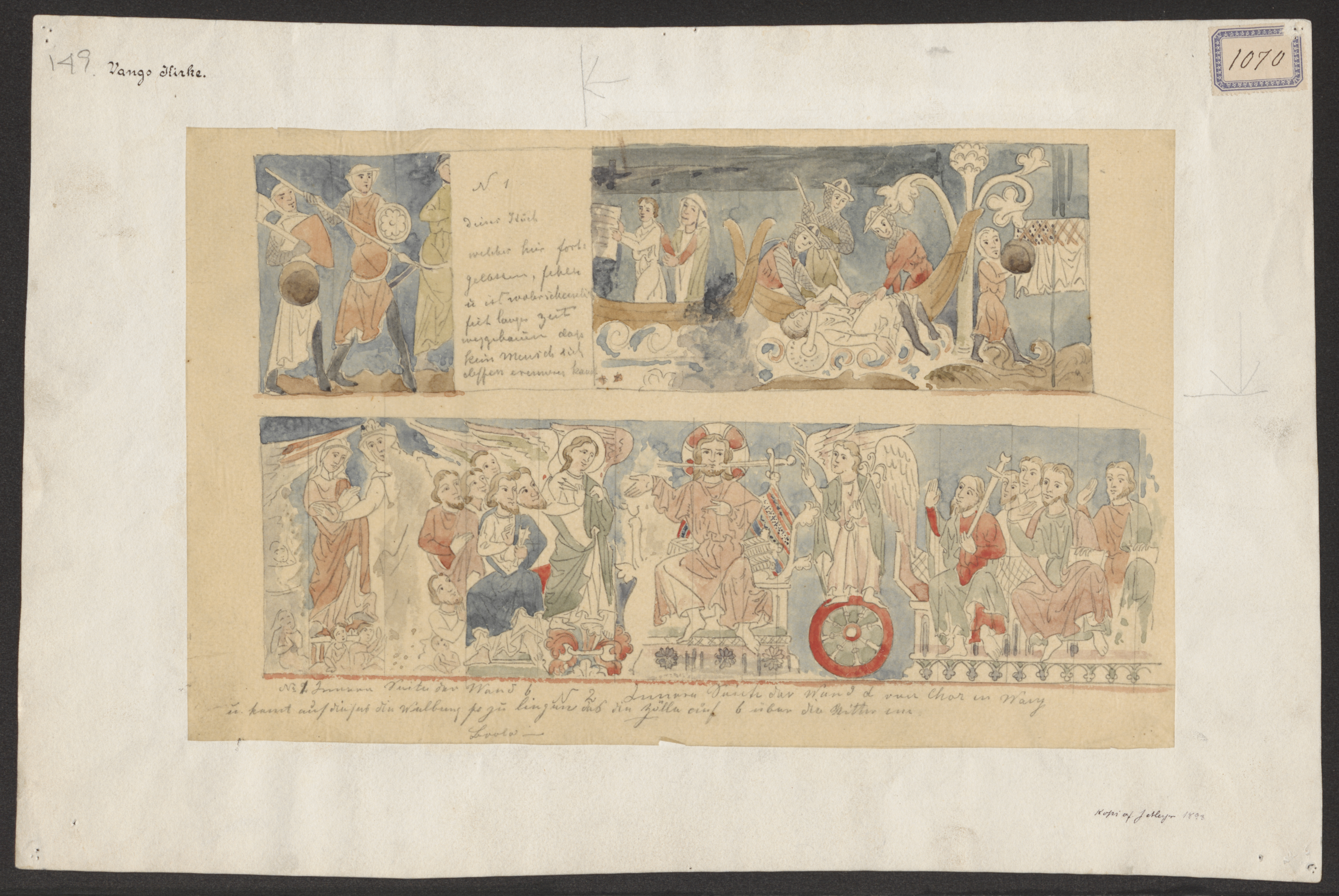
Décorations peintes dans le chœur : Christ sur son trône, les joues percées par une épée, selon la légende de Saint Hallvard (en).
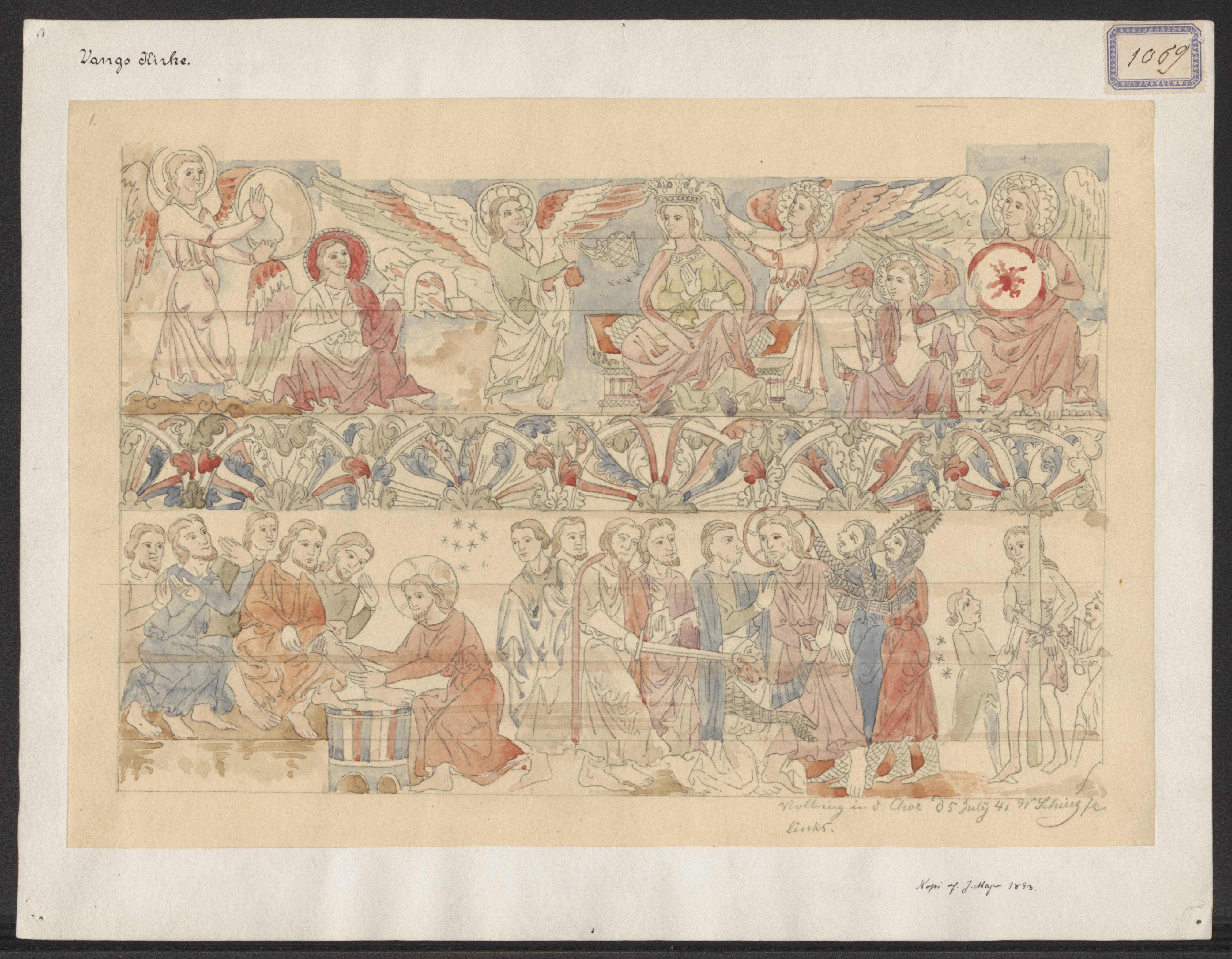
Décorations peintes dans le chœur : couronnement de Marie, le lavement des pieds et le Christ dans la cour du palais d'Hérode.
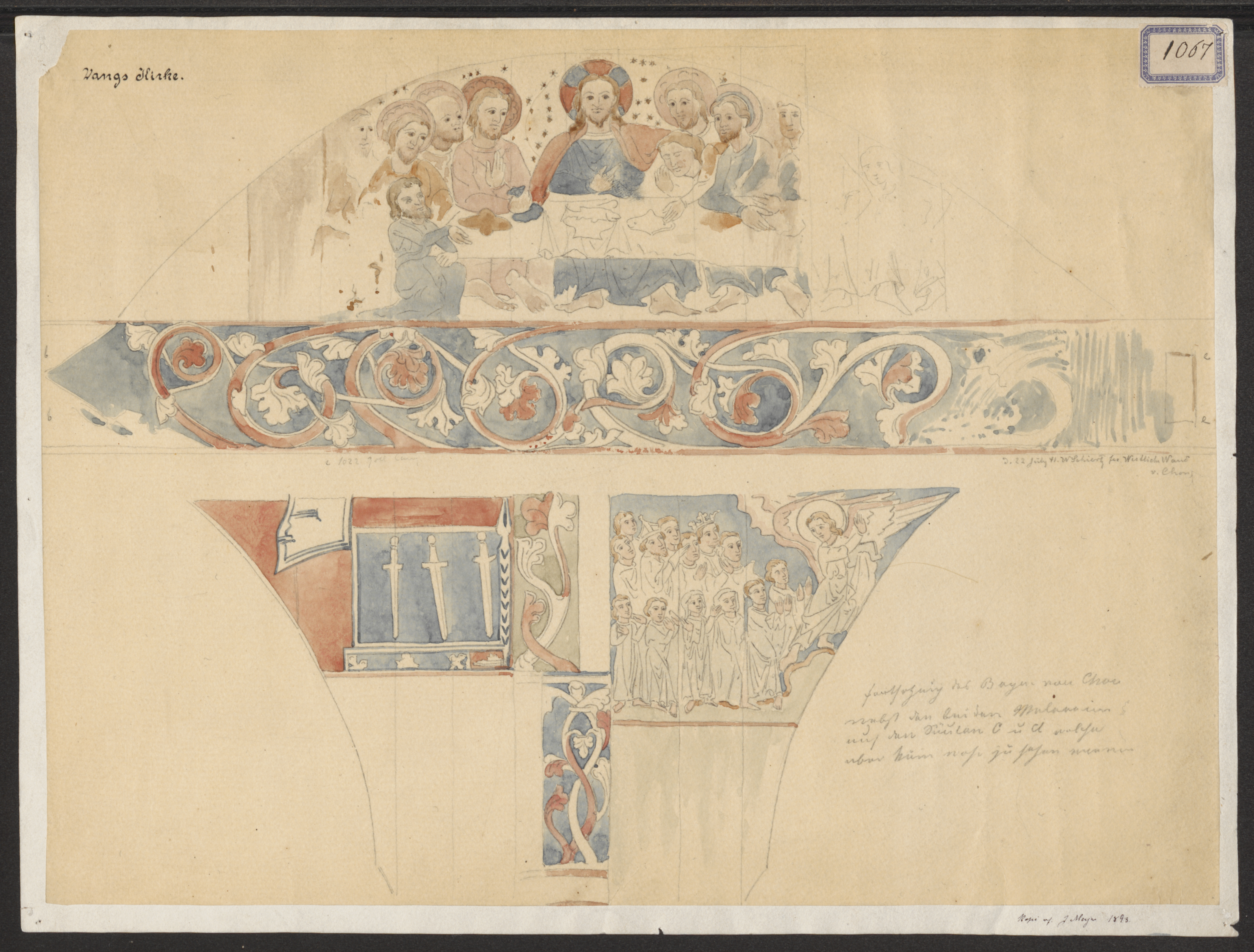
Décorations peintes dans le chœur, la cène.
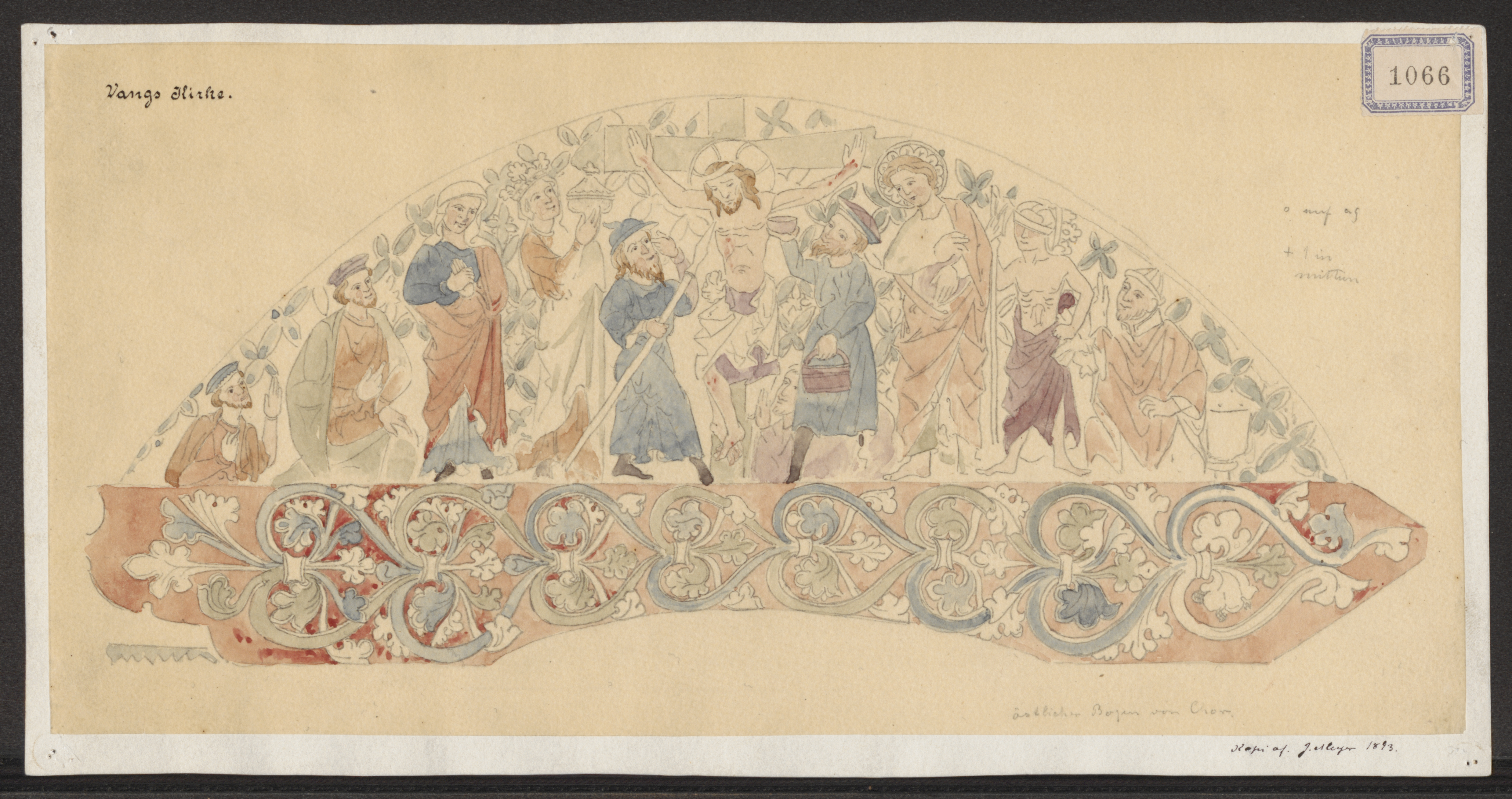
Décorations peintes dans le chœur : la crucifixion.